# Sinopodisma rostellocerca
Sinopodisma rostellocerca är en insektsart som beskrevs av Zheng, Z. 1980. Sinopodisma rostellocerca ingår i släktet Sinopodisma och familjen gräshoppor. Inga underarter finns listade i Catalogue of Life.